# Визоне
Визо̀не (на италиански: Visone; на пиемонтски: Visòn, Визон) е село и община в Северна Италия, провинция Алесандрия, регион Пиемонт. Разположено е на 161 m надморска височина. Населението на общината е 1285 души (към 2010 г.).